# Associazione delle aziende elettriche svizzere
L'Associazione delle aziende elettriche svizzere (AES) è l’associazione di categoria dell’economia elettrica svizzera. L’AES coordina e riunisce gli interessi e le competenze dei suoi circa 400 membri, rappresentandoli di fronte al mondo politico ed economico e alla società. La sua sede principale è ad Aarau.

## Obiettivi dell'associazione
L'AES si adopera per buone condizioni quadro per le aziende elettriche e per un approvvigionamento elettrico sicuro, informa l'opinione pubblica sui temi del settore elettrico e offre numerosi servizi ai suoi membri.
L’AES coinvolge, sotto forma di cooperazione o integrazione, organizzazioni del settore e associazioni regionali. L’associazione rappresenta il settore in organi nazionali e internazionali; diversi portavoce di suoi membri la rappresentano all’Eurelectric, associazione mantello dell’economia elettrica europea.
Servizi per il settore a copertura dei costi e adeguati al mercato e un’estesa offerta di formazione e formazione continua, per preparare nel settore specialisti ben formati, completano i compiti centrali dell'AES, che tiene i relativi corsi e organizza esami riconosciuti a livello federale.

## Politica energetica
L’AES si impegna per un potenziamento accelerato delle energie rinnovabili, e per il relativo ulteriore sviluppo della rete elettrica, e si adopera per una stretta collaborazione nella politica energetica con l’Unione Europea. Secondo lo studio «Futuro energetico 2050», presentato a dicembre 2022 dall’AES insieme all’Empa, il potenziamento a livello nazionale delle energie rinnovabili, con particolare attenzione alla produzione elettrica invernale, e una cooperazione stabile con l’UE nel settore energetico sono presupposti fondamentali per raggiungere entro l’anno 2050 gli obiettivi di politica energetica e climatica della Svizzera. L’associazione si impegna per un approccio sostenibile ad ambiente e risorse e supporta gli obiettivi climatici della Svizzera. Nel senso di una panoramica generale, l’AES ha realizzato una roadmap con le misure necessarie per la sicurezza dell’approvvigionamento elettrico lungo tutta la catena di creazione di valore.

## Membri
L'AES conta circa 400 membri del settore elettrico, aziende private, di diritto pubblico o miste sia svizzere che del Principato del Liechtenstein. Tali aziende producono, trasportano, distribuiscono o vendono l'elettricità e complessivamente assicurano circa il 90% dell'approvvigionamento elettrico svizzero.

## Organizzazione
L’Associazione è stata fondata nel 1895 e il 1º luglio 2007 si è fusa con l’associazione omologa della Svizzera romanda, Les Electriciens Romands (ER). Il Comitato dell’AES è composto da rappresentanti delle associazioni di settore e dai gruppi di interesse del settore elettrico. La sua sede centrale è ad Aarau. A Losanna ha una filiale per la Svizzera romanda e nella Svizzera italofona l’associazione è rappresentata dall'Elettricità Svizzera italiana (ESI), con la quale lavora a stretto contatto. Il presidente è Martin Schwab (in carica dal 2024), il direttore Michael Frank (in carica dal 2011).

## OSTRAL
Per incarico del Consiglio federale l’AES gestisce il segretariato OSTRAL (Organizzazione per l’approvvigionamento elettrico in situazioni straordinarie), che si attiverebbe in caso di situazione di penuria di elettricità. In caso di crisi OSTRAL dovrebbe attuare le misure stabilite dal Consiglio federale. Le misure sono state preparate da lungo tempo dal settore e da OSTRAL in collaborazione con l’Approvvigionamento economico del Paese.